# Starlab
Starlab — приватна космічна станція на низькій навколоземній орбіті (ННО), яка зараз розробляється Starlab Space, спільним підприємством американської компанії Voyager Space (мажоритарного акціонера Nanoracks) і європейської компанії Airbus. Якщо розробка продовжиться після етапу початкового фінансування в 2021-24 роках, то Starlab буде запущено до виведення з експлуатації МКС, не раніше 2028 року. Програма розвитку отримала часткове фінансування від NASA та ESA.

## Історія

### Передумови
У березні 2021 року NASA представило програму Commercial LEO Destinations (CLD), метою якої є підтримка створення приватних навколоземних космічних станцій, у яких агентство буде лише одним із клієнтів (орендарем або іншою формою контракту), а компанії зберігають права власності на свої станції. Ця програма стала продовженням аутсорсингу космічних програм агентства, яка є продовженням програм «Commercial Orbital Transportation Services / Commercial Resupply Services» (вантажні перевезення) та «Розвиток Commercial Crew Development / Commercial Crew Development» (перевезення екіпажів). Ці станції повинні будуть замінити Міжнародну космічну станцію після її зведення з орбіти, заплановане на початок 2030-х років. Зі свого боку, NASA зосереджується на своїх проєктах дослідження Місяця (програма Artemis зі станцією Lunar Gateway і висадками на Місяць).

### Розробка
Проєкт Starlab був спочатку запропонований у жовтні 2021 року Nanoracks, його мажоритарним акціонером Voyager Space і Lockheed Martin у відповідь на програму Commercial LEO Destinations (CLD) американського космічного агентства NASA.
Команда компаній, що розробляють Starlab, була однією з трьох команд, відібраних у грудні 2021 року для продовження роботи за рахунок грантів від NASA, на суму $160 млн. Дві інші конкуруючі команди — Blue Origin (пов'язана з Sierra Space (відокремлена від Sierra Nevada Corporation), Boeing і Redwire) і Northrop Grumman (пов'язана з Dynetics) отримали $130 млн і $125,6 млн, відповідно, за умови схвалення Конгресом Сполучених Штатів. Ці угоди (Space Act Agreements) є першою фазою з двох, за допомогою яких NASA прагне зберегти безперебійну присутність США на низькій навколоземній орбіті шляхом переходу від Міжнародної космічної станції до інших платформ.
Спочатку запропонований дизайн станції включав модуль стикувального вузла, оточеного великим надувним модулем (технологія, розроблена в 1990-х роках NASA під час проєкту Transhab і пізніше вдосконалена Bigelow Aerospace), який буде побудований Lockheed Martin і службовий модуль, забеспечуючий електроенергією (сонячні батареї) і рушій.
На початку січня 2023 року було оголошено, що Airbus Defence and Space приєднується до проєкту, який сприятиме розширенню клієнтської бази станції для європейців, зокрема членів Європейського космічного агентства. «Працюючи з Airbus, ми розширимо екосистему Starlab, щоб обслуговувати Європейське космічне агентство (ESA) і космічні агентства держав-членів для продовження досліджень мікрогравітації на ННО», — заявив Ділан Тейлор, голова та виконавчий директор Voyager Space. Компанія повинна надати свою «технічний конструкторський супровід та експертизу», і пізніше з'ясувалось, що надувний модуль, розроблений Lockheed Martin, було відхилено і замінено жорстким металевим модулем, для створення якого залучать навички європейської групи.
2 серпня 2023 року партнерство між компаніями було змінено, щоб стати офіційним спільним підприємством між Airbus Defence and Space і Voyager Space, які відповідатимуть за будівництво та експлуатацію станції. Lockheed Martin більше не згадується, її роль перейняв Airbus.
У червні 2023 року проєкт пройшов перевірку системних вимог (SRR), проведену спільно з NASA, яка оцінювала технічну зрілість і «функціональні, технічні вимоги, вимоги до продуктивності та безпеки».
Дизайн інтер'єру станції, зокрема житлових приміщень астронавтів, було доручено готельній компанії Hilton Worldwide у вересні 2022 року.
4 жовтня 2023 року компанія Northrop Grumman оголосила, що приєднується до проєкту Starlab і відмовляється від проєкту власної станції. Компанія, зокрема, планує розробити автономну систему стикування для свого космічного корабля Cygnus, який буде відповидати за постачання станції.
9 січня 2024 року Voyager Space і Airbus завершили угоду про створення Starlab Space LLC, спільного підприємства для проєктування та будівництва Starlab. 31 січня Starlab Space обрала Starship як ракету-носій для космічної станції.
У квітні 2024 року було повідомлено, що стадія розробки проєкту йде за планом, а запуск все ще очікується в 2028 році.

## Дизайн
Конструкція космічної станції Starlab станом на 2023 рік складається з двох модулів: службового модуля, який забезпечує рушій і енергію за допомогою сонячних панелей, і модуля, який виконує функції житлового простору та лабораторії та має стикувальні порти, з діаметром модуля 8 м (порівняно з приблизно 4 м для модулів МКС) і герметичний об'єм 450 m3. Гермооб'єм МКС у повністю побудованій довгостроковій конфігурації становить ~900 м3. Starlab також оснащена силовим і рушійним елементом на 60 кВт та великою роботизованою рукою для обслуговування вантажів та зовнішнього корисного навантаження.
Двомодульну станцію планують запустити за один раз не раніше 2028 року на ракеті-носії Starship компанії SpaceX з міркувань розміру та маси. Наразі Starship є єдиною ракетою-носієм, здатною запускати корисні вантажі діаметром 8 метрів.

## Призначення
Станція слугуватиме лабораторією дослідження невагомості, зокрема для фармацевтичної промисловості, і буде відкрита для американських та європейських астронавтів, але не буде відкритою для космічного туризму.